# De samvirkende danske Lejerforeninger
De samvirkende danske Lejerforeninger var den første landsorganisation for lejere i Danmark. Den blev dannet ved et møde i Odense søndag den 28. januar 1917. Ved mødet var der repræsentanter fra 8 byer. Det oplyses i f.m. mødet, at der er 4 foreninger under dannelse i yderligere 4 byer. Den første formand var redaktionssekretær Bernhard Digman Therkildsen fra Ringkøbing.
Organisationen voksede hurtigt i de første år, men svækkedes derefter i takt med at den huslejeregulering, der var indført under 1. verdenskrig, blev rullet tilbage.
Under 2. verdenskrig benyttede kræfter fra den socialdemokratiske bevægelse i 1941 situationen til at oprette en ny landsorganisation - Danmarks Lejerforbund.
Det på et tidpunkt, hvor Danmarks Kommunistiske Parti, som havde fået en betydelig indflydelse i De samvirkende danske Lejerforeninger, stod svagt.
Lejerbevægelsen fik således fra dette tidspunkt to landsorganisationer.
De samvirkende danske Lejerforeninger eksisterede fortsat - indtil organisationen i 1966 blev sammensluttet med Danmarks Lejerforbund til den nye fælles Lejernes Landsorganisation